# Trophis phillipinensis
Trophis phillipinensis là một loài thực vật có hoa trong họ Moraceae. Loài này được Corner miêu tả khoa học đầu tiên năm 1962.